# Payback 2023
Payback 2023 è la settima edizione dell'omonimo evento in pay-per-view prodotto annualmente dalla WWE. L'evento si è svolto il 2 settembre 2023 alla PPG Paints Arena di Pittsburgh, Pennsylvania ed è stato trasmesso in diretta su Peacock negli Stati Uniti e sul WWE Network nel resto del mondo.

## Storyline
A Night of Champions, Trish Stratus riuscì a sconfiggere Becky Lynch grazie all'interferenza di Zoey Stark, che in seguito si rivelò essere la sua nuova protetta. Le tre si qualificarono per il Women's Money in the Bank Ladder match, ma il match fu vinto da Iyo Sky. Durante il match Stratus si ruppe il naso e negò la rivincita a Lynch, non essendo stata autorizzata a lottare dai medici, ma mandò Stark che riuscì a battere l'irlandese il 10 luglio a Raw. La settimana successiva, Stratus disse che avrebbe accettato la sfida di Lynch se quest'ultima fosse riuscita a sconfiggere Stark, ma in caso di fallimento, avrebbe dovuto inginocchiarsi, ringraziare Stratus per quello che ha fatto nel corso della sua carriera e tatuarsi "Thank You Trish" sul petto. Lynch vinse, e nella rivincita con Stratus vinse quasi subito a causa di un'interferenza di Stark che fece scattare la squalifica. Nel corso della puntata l'official Adam Pearce pianificò una rivincita per l'episodio del 14 agosto con Stark bandita dal ring che terminò con un doppio count out. Successivamente, Pearce annunciò un'altra rivincita per Payback, questa volta sotto forma di steel cage match.
Nell'episodio del 7 agosto di Raw, Seth Rollins accettò l'offerta di Shinsuke Nakamura di far parte della sua squadra per un tag team match a sei uomini che si svolse nel main event della puntata. La loro squadra vinse, ma durante i festeggiamenti Nakamura attaccò Rollins con una Kinshasa. La settimana successiva, Nakamura dichiarò di volere il World Heavyweight Championship, chiamando Rollins a comparire sul ring e quest'ultimo gli rispose che lo avrebbe affrontato in qualunque momento. Salito sul ring i due si strinsero la mano, ma Nakamura lo colpì a tradimento ancora una volta con la Kinshasa. Nell'episodio successivo, fu sancito il match titolato per Payback.
Completano la card il match valido per il Women's World Championship tra Rhea Ripley e Raquel Rodriguez, l'incontro tra LA Knight e The Miz e una puntata speciale del talk show The Grayson Waller Effect presentato da Grayson Waller, con ospite Cody Rhodes.

## Risultati
| # | Match                                                                                 | Stipulazioni                                                       | Durata |
| - | ------------------------------------------------------------------------------------- | ------------------------------------------------------------------ | ------ |
| 1 | Becky Lynch ha sconfitto Trish Stratus                                                | Steel cage match                                                   | 20:00  |
| 2 | LA Knight ha sconfitto The Miz                                                        | Single match con John Cena come arbitro speciale                   | 15:45  |
| 3 | Rey Mysterio (c) ha sconfitto Austin Theory                                           | Single match per il WWE United States Championship                 | 9:45   |
| 4 | Il Judgment Day (Finn Bálor e Damian Priest) ha sconfitto Kevin Owens e Sami Zayn (c) | Steel city street fight per l'Undisputed WWE Tag Team Championship | 20:45  |
| 5 | Rhea Ripley (c) ha sconfitto Raquel Rodriguez                                         | Single match per il Women's World Championship                     | 17:20  |
| 6 | Seth Rollins (c) ha sconfitto Shinsuke Nakamura                                       | Single match per il World Heavyweight Championship                 | 26:05  |